# 傍接四角形

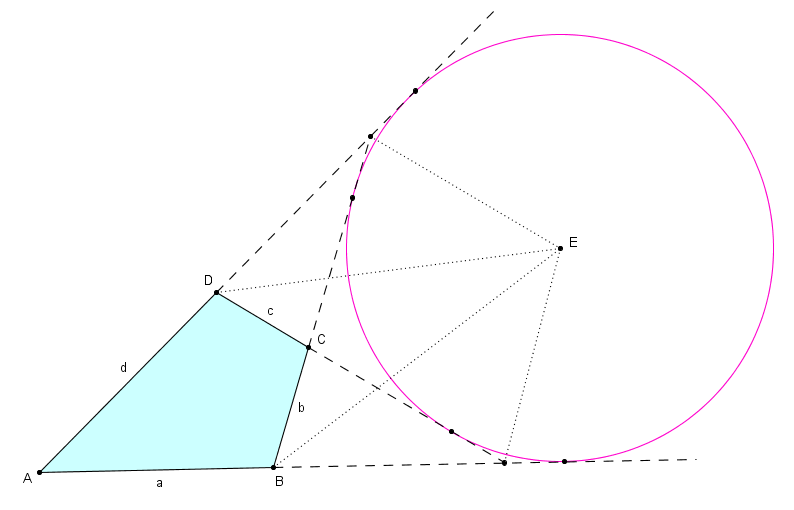
傍接四角形ABCD
ABCDの延長辺
ABCDの傍接円

ユークリッド幾何学において、円に傍接する四角形（英: ex-tangential quadrilateral, exscriptible quadrilateral）あるいは、傍接四角形は、すべての延長辺が、四角形の外部にある円に接するような凸四角形である。この円をexcircle（傍接円）、その半径をexradius（傍半径）、中心をexcenter （傍心）という。傍心は、四辺形の6つの角の二等分線上に位置する。傍接四角形は、外接四角形に近い関係を持つ。
英語における傍接円のescribed circleという名称は、傍接円の他に、凸四角形のある1辺と、隣接する2辺の延長辺に接する円を指すこともある。 escribed circleは任意の凸四角形に4つずつ存在するが、excircleは高々1つしか存在しない。

## 特別の場合
凧形は傍接四角形である。平行四辺形は、次項に挙げる特徴づけを満たすため半径無限大の傍接円を持つ傍接四角形とみなせるが、その傍接円は平行な2辺に接することができない。辺長が等差数列を成す凸四角形は、下記の隣接辺に関する特徴づけを満たし、傍接四角形となる。

## 特徴づけ
凸四角形が円に傍接することと、6つの角の二等分線が共点であることは同値である。 この角の二等分線は、2つは対頂点の内角、2つは対頂点の外角、残りの2つは延長辺の交点の外角の二等分線となる。
長さがa, b, c, dの順で隣接する辺を持つ凸四角形が円に傍接することと、隣接する2辺と他の2辺のそれぞれの和が等しいことは同値である。式で書くと次のようになる。
{\displaystyle a+b=c+d\quad {\text{or}}\quad a+d=b+c.}
これは1846年にヤコブ・シュタイナーによって証明された。1つ目の等式が成立する場合、傍接円は、AまたはCの最大の角の外側にある。一方2つ目の式が成立する場合、傍接円はBまたはDの最大の角の外側にある。 四角形ABCDについて、辺長a, b, c, dを次のように割り当てる。
{\displaystyle a=|AB|,\ b=|BC|,\ c=|CD|,\ d=|DA|.}
辺に関する特徴づけの方法として、対辺の長さの差の絶対値が等しい、といったものがある。
{\displaystyle |a-c|=|b-d|.}
この等式は、外接四角形とピトーの定理の関係に非常に類似している。外接四角形の場合は、差ではなく和になる。

### ウルクハートの定理
凸四角形ABCDの対辺であるAB, CDの交点とBC, ADをそれぞれE,Fとして、
{\displaystyle |AB|+|BC|=|AD|+|DC|\quad \Leftrightarrow \quad |AE|+|EC|=|AF|+|FC|}
が成立する。これは、L. M. ウルクハート（Urquhart、1902–1966）の名を冠するが、1841年すでに、オーガスタス・ド・モルガンに発見されていた。ダニエル・ピドーは、ウルクハートの定理が直線と距離のみの関係を表すことから、この定理を"the most elementary theorem in Euclidean geometry"（ユークリッド幾何学の中で最も基本的な定理である）と述べた。ただし、ウルクハートの定理の関係は双曲幾何学のポワンカレの円板モデルでも成立することが知られている。 実際、この同値性はMowaffac Hajjaによっても証明され、さらに右の等式は四角形が傍接四角形となる必要十分条件であることが示された。 

### 円に外接する四角形との比較
円に外接する四角形の計量的な特徴づけ（表の左の列）の幾つかは、円に傍接する四角形の特徴づけと、著しく類似している。次の表は四角形が円に外接するまたは傍接することの、必要十分条件である。
| 内接円                                                                                        | AまたはCの外側の傍接円                                                                        | BまたはDの外側の傍接円                                                                        |
| --------------------------------------------------------------------------------------------- | --------------------------------------------------------------------------------------------- | --------------------------------------------------------------------------------------------- |
| {\displaystyle R_{1}+R_{3}=R_{2}+R_{4}}                                                       | {\displaystyle R_{1}+R_{2}=R_{3}+R_{4}}                                                       | {\displaystyle R_{1}+R_{4}=R_{2}+R_{3}}                                                       |
| {\displaystyle agh+cef=beh+dfg}                                                               | {\displaystyle agh+beh=cef+dfg}                                                               | {\displaystyle agh+dfg=beh+cef}                                                               |
| {\displaystyle {\frac {1}{h_{1}}}+{\frac {1}{h_{3}}}={\frac {1}{h_{2}}}+{\frac {1}{h_{4}}}}   | {\displaystyle {\frac {1}{h_{1}}}+{\frac {1}{h_{2}}}={\frac {1}{h_{3}}}+{\frac {1}{h_{4}}}}   | {\displaystyle {\frac {1}{h_{1}}}+{\frac {1}{h_{4}}}={\frac {1}{h_{2}}}+{\frac {1}{h_{3}}}}   |
| {\displaystyle \tan {\frac {x}{2}}\tan {\frac {z}{2}}=\tan {\frac {y}{2}}\tan {\frac {w}{2}}} | {\displaystyle \tan {\frac {x}{2}}\tan {\frac {w}{2}}=\tan {\frac {y}{2}}\tan {\frac {z}{2}}} | {\displaystyle \tan {\frac {x}{2}}\tan {\frac {y}{2}}=\tan {\frac {z}{2}}\tan {\frac {w}{2}}} |
| {\displaystyle R_{a}R_{c}=R_{b}R_{d}}                                                         | {\displaystyle R_{a}R_{b}=R_{c}R_{d}}                                                         | {\displaystyle R_{a}R_{d}=R_{b}R_{c}}                                                         |

この表で使用された表記は以下の通り。
- Pは、対角線の交点。

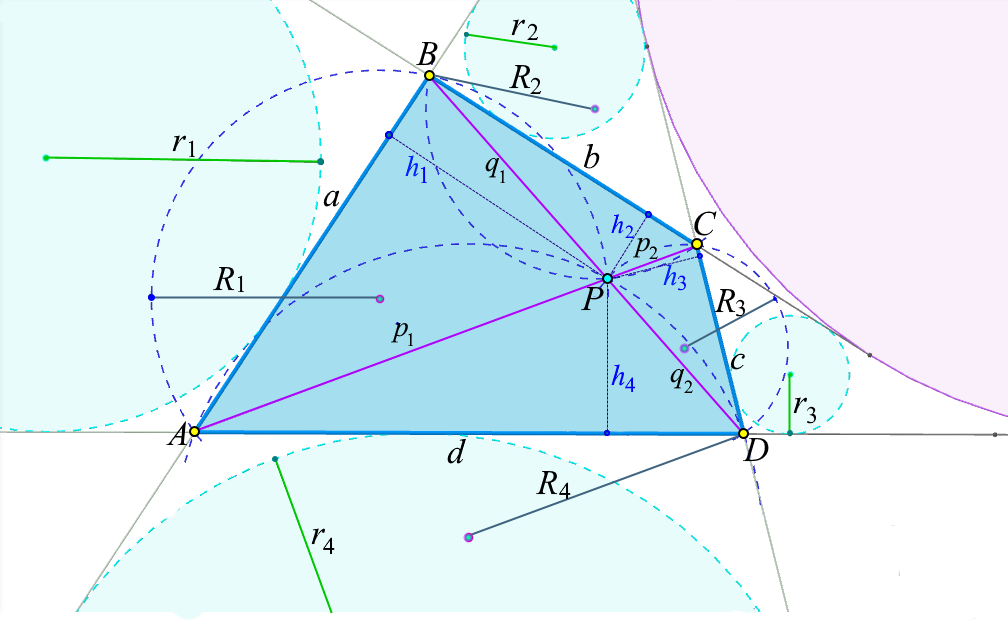

- R1, R2, R3, R4は、△ABP, △BCP, △CDP, △DAPの外半径。
- h1, h2, h3, h4は、a = |AB|, b = |BC|, c = |CD|, d = |DA|に対するPの高さ。
- e, f, g, hは、A, B, C, DとPの距離。
- x, y, z, wは、それぞれ∠ABD, ∠ADB, ∠BDC, ∠DBC。
- Ra, Rb, Rc, Rdは、それぞれ辺a, b, c, dと隣接する2辺の延長辺の成す三角形の内接円の半径。

## 面積
辺長がa, b, c, dである傍接四角形ABCDの面積は次の式で表される。
{\displaystyle K={\sqrt {abcd}}\sin {\frac {B+D}{2}}.}
この式は円に外接する四角形の面積公式と同じ形で、かつブレートシュナイダーの公式から派生したものである。

## 傍半径
傍接四角形の傍半径は次式で与えられる。
{\displaystyle r={\frac {K}{|a-c|}}={\frac {K}{|b-d|}}}
ただしKは四角形の面積。辺長が固定された傍接四角形で、傍半径が最大の長さになるときは、傍接四角形が円に内接するときである（ex-bicentric quadrilateralなどと呼ばれる）。これが前述の平行四辺形が円に傍接する特徴づけである。

## Ex-bicentric quadrilateral

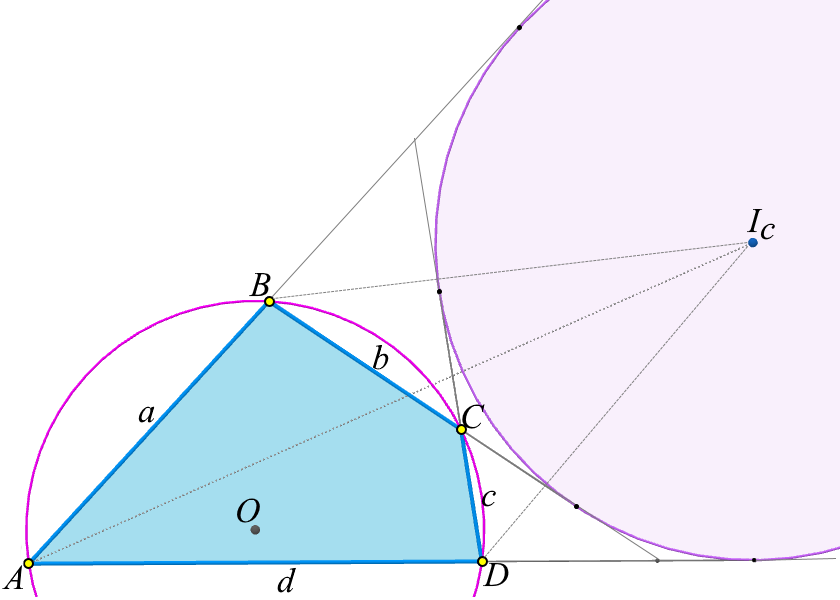

傍接四角形が外接円を持っている場合、それを特にex-bicentric quadrilateralと呼ぶ。対角が補角となることから、その面積は、
{\displaystyle \displaystyle K={\sqrt {abcd}}}
と表される。これは双心四角形の面積公式と同じ形である。
xを外心と傍心の距離として、次の式が成立する。
{\displaystyle {\frac {1}{(R-x)^{2}}}+{\frac {1}{(R+x)^{2}}}={\frac {1}{r^{2}}},}
ただし、R, rはそれぞれ外半径と傍半径。これはファスの定理に対応する。ただし、xを求めるときは、双心四角形の外心と傍心の距離とは異なる二次方程式の解を選ばなければならない。したがって、xは次のようになる。
{\displaystyle x={\sqrt {R^{2}+r^{2}+r{\sqrt {4R^{2}+r^{2}}}}}.}
この式から次の不等式が成立する。
{\displaystyle \displaystyle x>R+r,}
つまり、外接円と傍接円は平面上に交点を持たない。